# Troglohyphantes pisidicus
Troglohyphantes pisidicus är en spindelart som beskrevs av Brignoli 1971. Troglohyphantes pisidicus ingår i släktet Troglohyphantes och familjen täckvävarspindlar.
Artens utbredningsområde är Turkiet. Inga underarter finns listade i Catalogue of Life.